# Geórgios Marínos (né en 1954)
Pour les articles homonymes, voir Georgios Marinos.
Geórgios Marínos (grec moderne : Γεώργιος Μαρίνος), né en 1954 à Agios Loukas en Grèce, est un homme politique grec.

## Biographie
Aux élections législatives grecques de janvier 2015, il est élu député au Parlement grec sur la liste du Parti communiste de Grèce dans la circonscription de l'Eubée.